# Hongkong-baletten

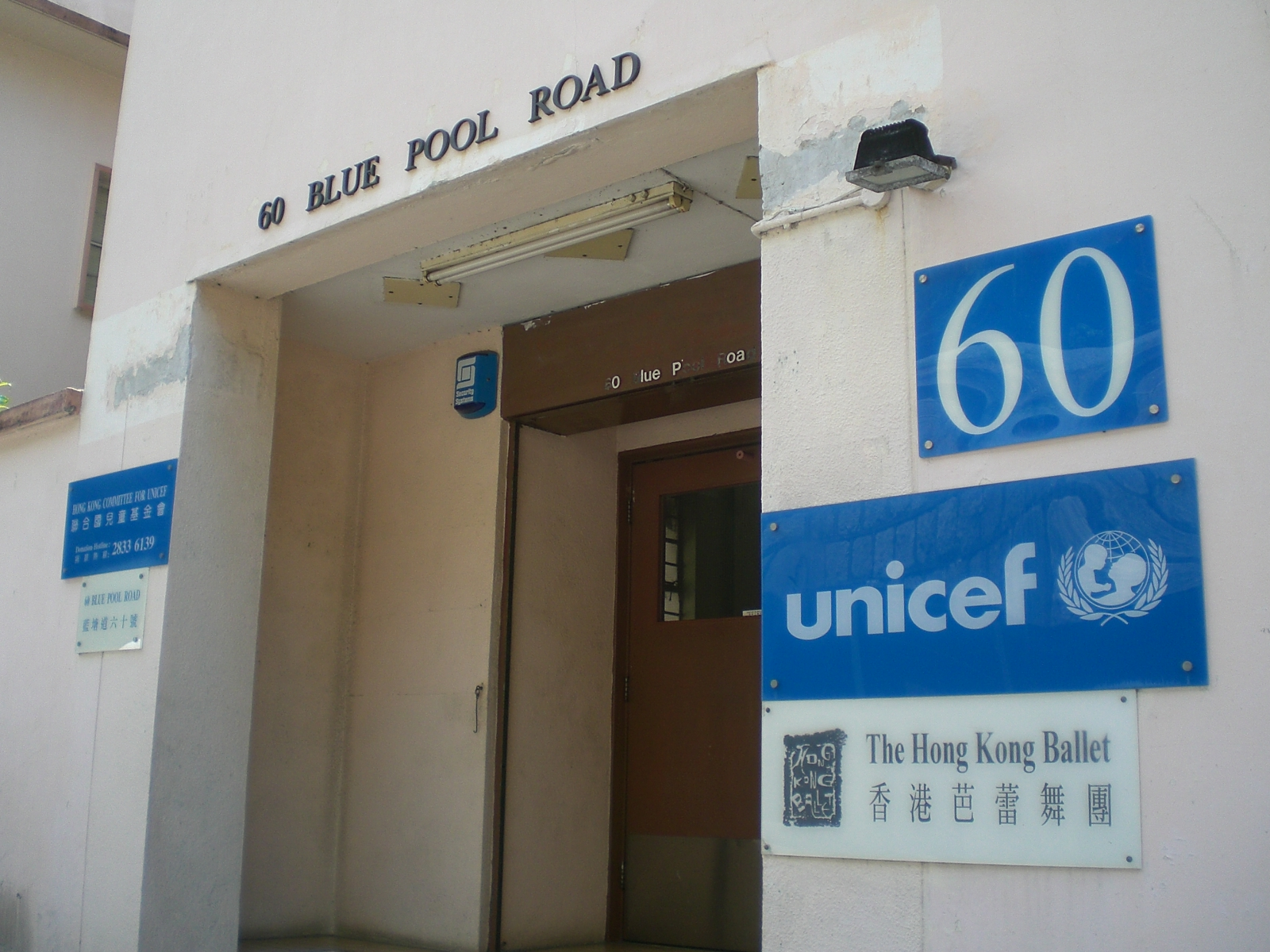
Entrén till Hongkong-baletten.

Hongkong-baletten (The Hong Kong Ballet), grundad 1979,  är Hongkongs, och ett av Asiens, ledande balettkompanier för främst västerländsk typ och repertoar av klassisk balett, men även modernare typer av nyskapad balett. Kompaniet är lokaliserat till det stora Hong Kong Cultural Center och består av drygt 40 dansare, huvudsakligen från Kina men även från andra världsdelar. Den svenska hovdansösen Madeleine Onne var konstnärlig ledare för verksamheten mellan 2009 och 2017, då hon ersattes av amerikansk-kubanska Septime Webre.
Kompaniet har turnerat i ett flertal länder i Asien, Europa och Nordamerika och blev i november 2011 utvald, vid sidan av många av världens framstående balettkompanier, som ny anknuten partner till prestigefulla internationella danstävlingen Prix de Lausanne i Schweiz.
Anknuten till balettkompaniet finns även den 1964 startade The Hong Kong Ballet Group, en organisation som verkar för att sprida intresset för klassisk balett i regionen samt att arrangera och samordna produktioner och samarbeten mellan olika dansskolor och verksamheter inom området.